# نهر ستاف
نهر ستاف هو أحد روافد نهر فريزر، وينضم إليه عند الحدود بين بلديتي مابل ريدج وميشن، على بعد حوالي 35 كيلومتر (22 ميل) شرق فانكوفر بمقاطعة كولومبيا البريطانية بكندا، في منطقة وادي فريزر الوسطى. تم حظره منذ عشرينيات القرن الماضي بواسطة سدين تم بناؤهما بواسطة السكك الحديدية الكهربائية في ستاف فولز وواحد في روسكين، والأجزاء الوحيدة التي تتدفق في بحيرةستاف اليوم هي 3 كيلومتر (1.9 ميل) بين سد روسكين وفريزر و45 كيلومتر ( 45 ميل) من مصدره في متنزه مقاطعة غاريبالدي إلى رأس بحيرة ستاف. قبل تطوير الطاقة كان الطول الإجمالي للنهر 85 كيلومتر (53 ميل).

## التاريخ
تم منح اسم نهر ستاف في حوالي عام 1828 من قبل موظفي شركة خليج هدسون في فورت لانجلي، حيث كانت الغابات المبطنة لضفافه مفضلة لإنتاج العصي المستخدمة في صناعة البراميل لتصدير الأسماك.

## التضاريس
يضم نهر ستاف السفلي أكثر من نصف مساحة منطقة ميشن على الرغم من أنه يظل في الغالب بجانب الجبل المليء بالغابات. تضاريس النهر السفلى طينية على الرغم من كونها جبلية، مع وجود نمو قديم كثيف ونمو ثانوي نفضي كثيف في بعض المناطق. يمكن العثور على المزارع الصغيرة، ومعظمها من المراعي المنحوتة من الغابات، في مناطق سيلفرهيل وسيلفرديل وستاف جاردنز. تم تجفيف دلتا ستاف، التي كانت في السابق بحيرة أوكسبو، جزئيًا وسدها لتشكيل بحيرة سيلفرمير، وهي جزء من مشروع تطوير عقاري قديم يعود إلى الخمسينيات من القرن الماضي؛ تم تحويل الجزيرة المركزية لقوس الثور بواسطة الجرافات إلى تل، تم بناء العقارات الخاصة للمطور عليه. وهي الآن منشأة تدريب لشرطة الخيالة الملكية الكندية. تعتبر مياه الجزء السفلي من ستاف شبه مد وجزر، حيث ينتهي تجويف المد والجزر على نهر فريزر عند منبع النهر عند ميشين. خلال نضارة نهر فريزر في فصل الربيع، يؤدي حجم وقوة تدفق هذا النهر إلى سد ستاف، مما يؤدي إلى رجوعه وتشكيل بحيرة بين سد فريزر وروسكين.
شمال بحيرة ستاف، يعد نهر ستاف جبليًا بكثافة، ويحتوي على بعض من أكثر التضاريس وعورة في المقاطعة وأيضًا بعض من أعلى معدلات سقوط الأمطار؛ الوصول صعب للغاية. تطل بحيرة ستاف في نهايتها الشمالية على جبل جادج هواي، بارتفاع 2262 متر (7421 قدم)، وجبل روبي ريد، بارتفاع 2095 متر (6873 قدم)، وبالقرب من قمة روبرتسون على ارتفاع 2252 متر (7388 قدم) والعديد من القمم الأخرى. يشكل حوض ستاف العلوي الجزء الجنوبي الشرقي من منتزه مقاطعة غاريبالدي، ويجاوره من الجنوب الشرقي منطقة القاضي هواي الترفيهية الإقليمية المخصصة للترفيه ولكن لا يمكن الوصول إليها إلى حد كبير بخلاف متسلقي الجبال المتمرسين.

## مصايد الأسماك
تأثرت مصايد سمك السلمون الأصلية بشدة من جراء الأضرار التي لحقت بالنهر، لكن امتداداته السفلية لا تزال تحظى بشعبية لدى الصيادين الرياضيين، وخاصة الباحثين عن الرؤوس الفولاذية. عملت شركة الطاقة المائية بالتعاون مع الإدارة الفيدرالية لمصايد الأسماك والمحيطات لإعادة صياغة قضبان الحصى والقنوات الموجودة أسفل سد روسكين، ولكن لم يكن لهذا سوى تأثير ضعيف مقارنة بالحجم السابق لمسارات السلمون. تحتوي بحيرات ستاف وهايوارد على أسماك الكوكاني بالإضافة إلى الأسماك الأخرى مثل سمك السلمون المرقط، ويتم تخزينها في بعض الأحيان.

## الصناعة
تم تسجيل نهر ستاف على نطاق واسع. توجد الآن المطاحن الوحيدة العاملة على طوله بالقرب من نهر فريزر في روسكين، ولكن يوجد عدد قليل من المطاحن التي تصطف على شاطئه الغربي، بما في ذلك بقايا مطحنة كبيرة جدًا لرج الأرز بجوار سد ستاف فولز. ركزت جميع المطاحن الموجودة في ستاف تقريبًا على إنتاج المخفوقات وكانت بعض المطاحن من بين المطاحن الأعلى إنتاجًا في العالم. لا يمكن الوصول إلى الطرف الشمالي من البحيرة عن طريق البر، لذا فالخيار الوحيد هو عن طريق القوارب أو الرحلات الجوية المستأجرة.

## تطورات الطاقة الكهرومائية
يوجد سد ستاف فولز (1912) وس روسكين (1930) وسد ألويت (1928) على شاطئ بحيرة ستاف حيث يأتي التحويل من بحيرة ألويت عبر سفح جبل منخفض. على نهر ستاف العلوي، خلف الطرف الشمالي لبحيرة ستاف، يوجد مشروعان للطاقة الكهرومائية على طول النهر، لامونت كريك (28 ميجاوات) ونهر ستاف العلوي (33.5 ميجاوات) وكلاهما تم بناؤهما في عام 2010 من قبل شركة كلاودوركس للطاقة، وهي شركة خاصة تعتمد على تشريعات حكومة كولومبيا البريطانية لمشاريع الطاقة المستقلة، والتي تضمن مبيعات هؤلاء المنتجين لهيئة الطاقة والكهرباء.

## روابط خارجية
- Map of Stave Falls Branch, BC Electric Railway
- Aerial view of lower Stave River and Hayward Lake, Stave Lake, Silverdale, Ruskin from Randall & Kat's Flying Photos